# Refugium Peccatorum

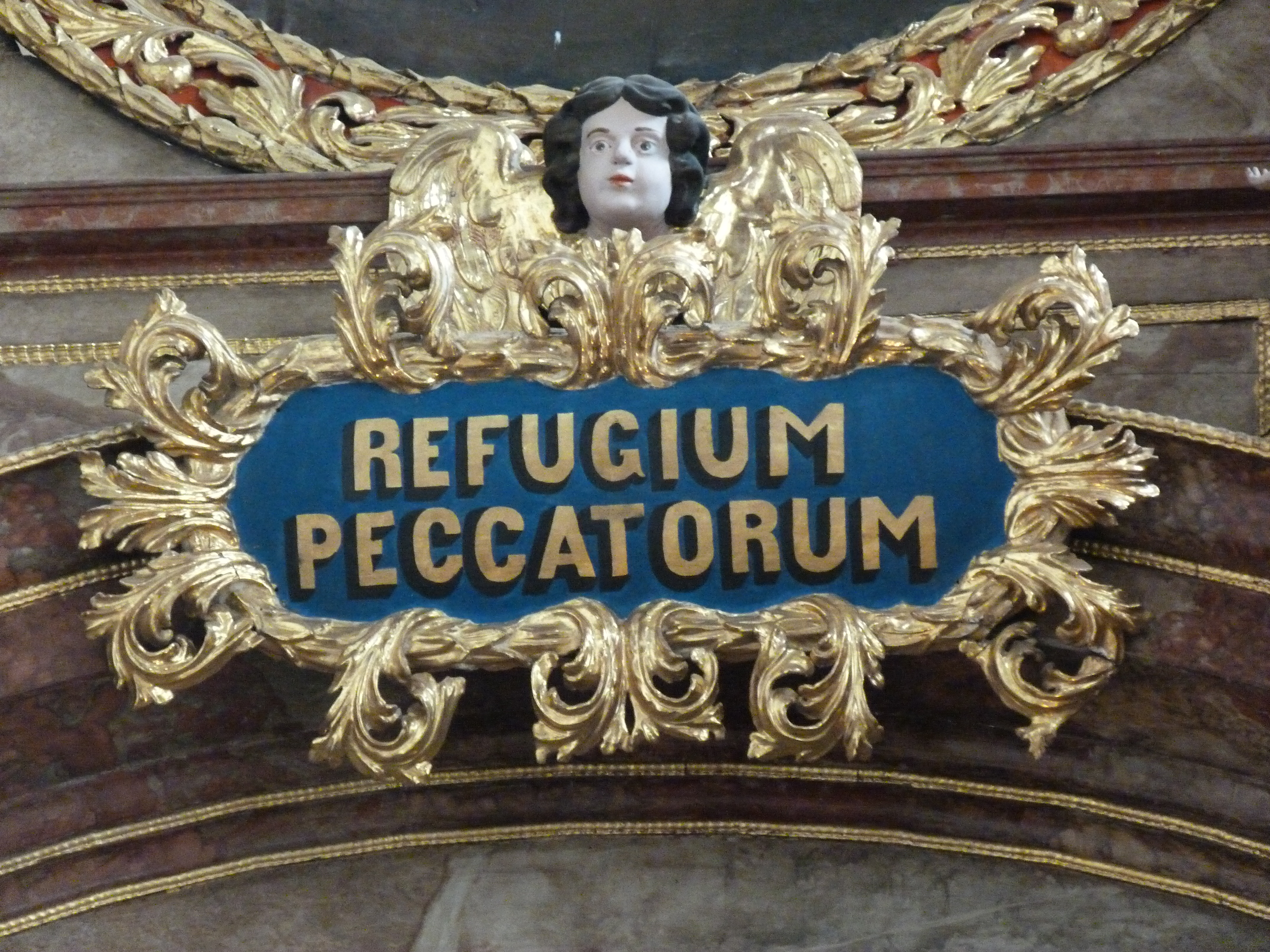
Boldogasszony

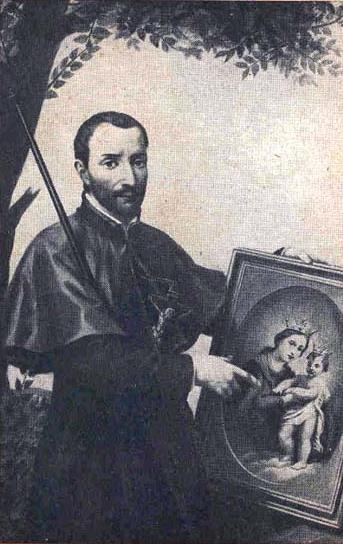
Bem-aventurado Antonio Baldinucci e seu milagroso Refugium Peccatorum Madonna.

Refugium Peccatorum que significa Refúgio dos Pecadores é um título católico romano para a Santíssima Virgem Maria e presente na Ladainha Lauretana. Seu uso remonta a São Germano de Constantinopla no século VIII.

## Tradição católica
Na tradição católica romana, Eva é considerada a responsável pelo sofrimento dos humanos desde sua queda e expulsão do paraíso, enquanto a Virgem Maria é vista como a fonte de toda cura. Ela é a nova Eva, que não pode eliminar o dano criado por Eva, mas limitá-lo. Sua plenitude de graça, sua posição entre os discípulos de Cristo e seu título de Mãe de Deus são vistos como garantias de que a Virgem Maria é uma intercessora poderosa.

### Oração
Refugium Peccatorum é uma parte das quatro advogações marianas na Litania de Loreto, sendo as outras Salus Infirmorum (saúde dos enfermos) Consolatrix Afflictorum (consoladora dos tristes) e Auxilium Christianorum (ajuda dos cristãos). Cada advocação exaltando o papel de Maria como defensora da misericórdia espiritual e corporal tem uma rica história, mas em geral, a ideia de pedir ajuda à Bem-Aventurada Virgem Maria para as necessidades temporais remonta aos Santos Justino Mártir, Irineu e Ambrósio de Milão.

### Comunidade
A Arquiconfraria do Imaculado Coração de Maria, Refúgio dos Pecadores foi fundada em Notre-Dame-des-Victoires no século XIX e se espalhou por todo o mundo.

### Arte
O pregador jesuíta do século XVIII Antonio Baldinucci tinha uma devoção particular à imagem Refugium Peccatorum da Virgem Maria na Igreja do Gesu (Frascati) na Itália e encomendou uma cópia que considerou milagrosa e levou-a consigo em suas viagens. Os jesuítas espalharam cópias da imagem da Madona do Refúgio no México no século 19, e ela começou a ser retratada em missões por lá, muitas vezes com nuvens em torno da parte inferior da imagem da Virgem Maria segurando o Menino Jesus.
Em algumas imagens do século XIX, cenas bíblicas são incluídas abaixo da imagem da Madonna, por exemplo As visões de Pedro, bem como a descrição de um porto seguro (Salmo 108: 30).
O termo "Refugium peccatorum" também é usado em outras obras da arte mariana católica romana. Por exemplo, há uma estátua de mármore representando a Virgem Maria, na grande escadaria do antigo palácio municipal de Veneza, Itália. O nome veio do fato de que os condenados tiveram permissão para parar em frente à estátua da Virgem Maria para orar por suas almas no caminho para o cadafalso.

## Festa
A tradicional festa de Nossa Senhora, Refúgio dos Pecadores, é 13 de agosto. No México, o dia da festa é comemorado em 4 de julho. Ela é a padroeira da Califórnia, onde as arquidioceses celebram a festa em 5 de julho.

## Aparições
Nossa Senhora de Laus, que o Vaticano aprovou em 2008, é chamada de Refúgio dos Pecadores porque pediu a conversão dos pecadores.

## Galeria

Uma representação do século 19 com cenas bíblicas Uma representação do século 19 com cenas bíblicas
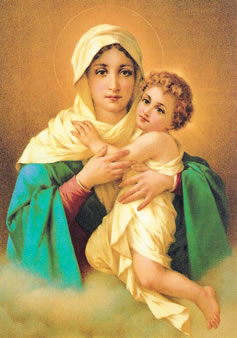
Refugium Peccatorum Madonna por Luigi Crosio
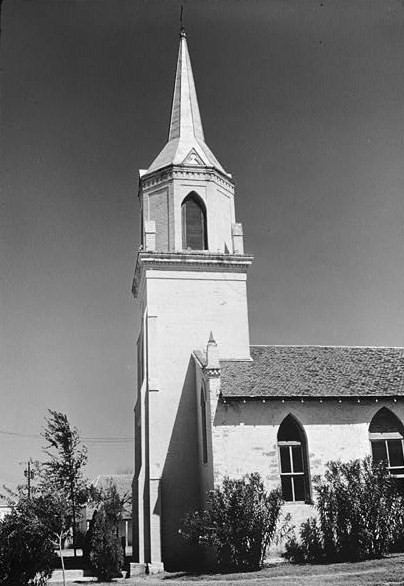
Igreja Nossa Senhora do Refúgio dos Pecadores  Roma, Texas (1853)